# Garavito (månekrater)
Garavito er et nedslagskrater på Månen. Det befinder sig på den sydlige halvkugle på Månens bagside og er opkaldt efter den colombianske astronom Julio Garavito (1865 – 1920).
Navnet blev officielt tildelt af den Internationale Astronomiske Union (IAU) i 1970. 

## Omgivelser
Garavitokrateret ligger nord-nordvest for det enorme bassin Poincarékrateret og vest for Chrétienkrateret.

## Karakteristika
Garavito har en nedslidt og eroderet ydre rand, særlig mod vest og syd. Langs den nordlige rand trænger satellitkrateret Garavito Y ind i den, og dets ydre dele breder sig over Garavitos kraterbund. Det mindre krater Garavito D er forbundet med den nordøstlige yderside af Garavito. Kraterbunden er uden særlige træk og udviser kun nogle få småkratere og svage spor af ældre nedslag.

## Satellitkratere
De kratere, som kaldes satellitter, er små kratere beliggende i eller nær hovedkrateret. Deres dannelse er sædvanligvis sket uafhængigt af dette, men de får samme navn som hovedkrateret med tilføjelse af et stort bogstav. På kort over Månen er det en konvention at identificere dem ved at placere dette bogstav på den side af satellitkraterets midte, som ligger nærmest hovedkrateret.

## Måneatlas
- USGS-kort